# Lindenthal (Leipzig)

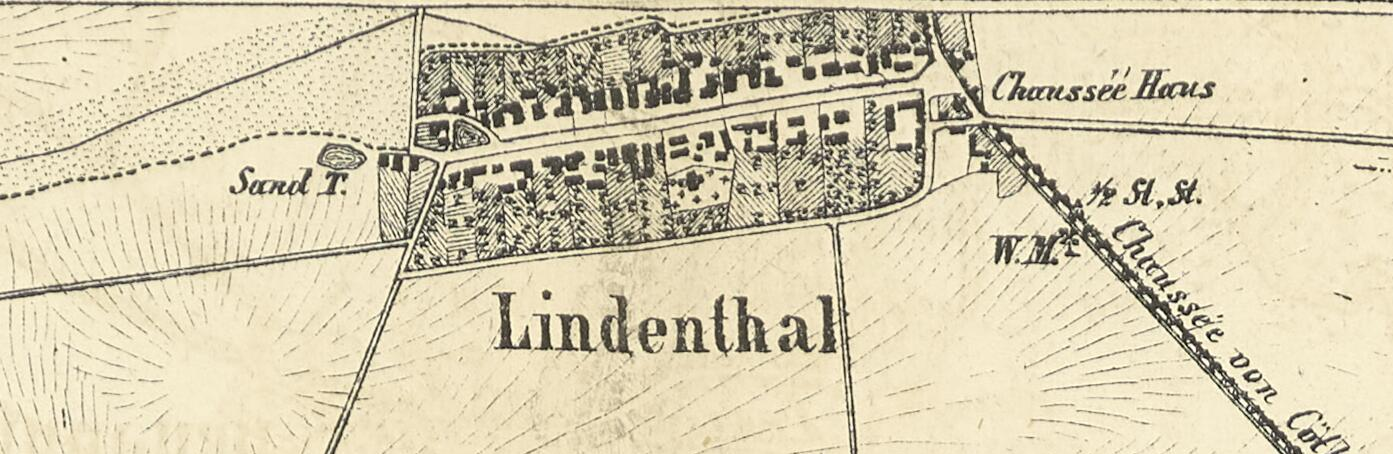
Lindenthal auf einer Karte von 1863

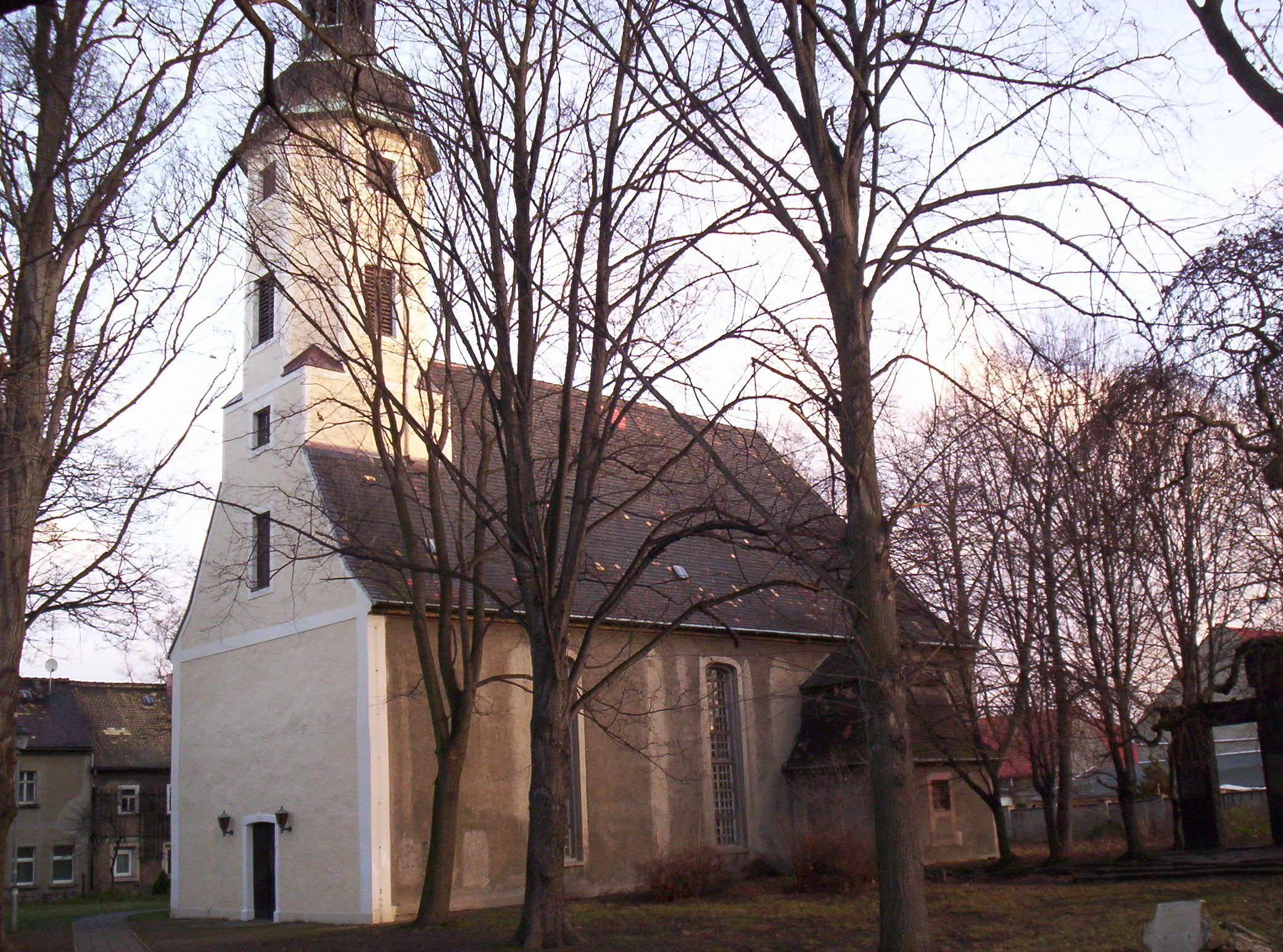
Gustav-Adolf-Kirche

Lindenthal  ist ein Stadtteil und zugleich Ortsteil im Stadtbezirk Nordwest von Leipzig.

## Geografie

### Lage
Der Stadtteil Lindenthal umfasst die beiden Gemarkungen Breitenfeld und Lindenthal (mit den beiden alten Ortskernen). Die Ortsflur wird vom Lindenthaler Wasser (Rietschke) durchflossen.

### Nachbargemeinden
Angrenzende Stadtteile sind Wiederitzsch, Möckern, Wahren, und Lützschena-Stahmeln. Im Norden grenzt mit Radefeld ein Stadtteil von Schkeuditz an Lindenthal.

## Geschichte
Erste Erwähnung 1350, im 14. Jahrhundert ist eine erste Kirche belegt. 1720/21 wird die Kirche neu aufgebaut. Am 18. Oktober 1806 Plünderung des Ortes durch französische Truppen. Im Oktober 1813 ist Lindenthal Nebenschauplatz der Völkerschlacht bei Leipzig. Besuche bzw. Übernachtungen von Blücher und Gneisenau sind belegt.
Lindenthal gehörte zum Rittergut Breitenfeld und lag bis 1815 zum hochstift-merseburgischen Amt Schkeuditz, das seit 1561 unter kursächsischer Hoheit stand und zwischen 1656/57 und 1738 zum Sekundogenitur-Fürstentum Sachsen-Merseburg gehörte. Durch die Beschlüsse des Wiener Kongresses wurde der Westteil des Amts Schkeuditz im Jahr 1815 an Preußen abgetreten. Lindenthal verblieb mit dem Ostteil beim Königreich Sachsen und wurde dem Kreisamt Leipzig angegliedert. Dadurch verlief seit 1815 die neue sächsisch-preußische Grenze nördlich von Lindenthal und Breitenfeld. Ab 1856 gehörte der Ort zum Gerichtsamt Leipzig II und ab 1875 zur Amtshauptmannschaft Leipzig. 1892 entstand die markante Windmühle südöstlich des Ortes. In den 1890er begann die Nutzung eines Teils der nordwestlichen Ortsflur als Exerzierplatz der Leipziger Garnison. In dieser Zeit bildete sich ein (klein-)städtisch geprägtes Ortszentrums am westlichen Ortsrand aus. Lindenthal hatte 1895 1126 Einwohner. Ab 1910 wuchs die Bedeutung des Ortes durch die Gründung des 1. Sächsischen Flugplatzvereins, der Einrichtung eines Flugplatzes und der Gründung der Sächsischen Flugzeug-Werke.
1921/22 erfolgte der Bau des Rathauses. Der Nachbarort Breitenfeld wurde 1923 eingemeindet.
Das „Denkmal der 53“ am südwestlichen Rand des Tannenwalds erinnert an die namentlich bekannten Opfer eines Massakers in den letzten Kriegstagen 1945, bei dem 53 politische Häftlinge unterschiedlicher politischer Richtung durch Gestapo- und SS-Männer per Genickschuss ermordet wurden. Darunter befanden sich Margarete Bothe und Alfred Kästner.
Bei der Kreisreform in der DDR wurde Lindenthal im Jahr 1952 dem Kreis Leipzig-Land im Bezirk Leipzig zugeteilt, der 1994 zum Landkreis Leipziger Land kam.
Im Juni 1998 kam es zur Unterzeichnung eines Eingemeindungsvertrages, durch den Lindenthal zum 1. Januar 1999 ein Stadtteil Leipzigs wurde.

## Bevölkerung
| Jahr | Einwohner |
| ---- | --------- |
| 2000 | 5.874     |
| 2005 | 5.692     |
| 2010 | 6.113     |
| 2015 | 6.430     |
| 2020 | 6.660     |
| 2024 | 6.753     |

Stand: 31.12. des jeweiligen Jahres

## Politik

### Ortschaftsrat
Zusammen mit der Wahl des Leipziger Stadtrates findet in den Ortschaften die Wahl der Mitglieder des Ortschaftsrates statt. Der Vorsitzende wird als Ortsvorsteher alle fünf Jahre von den Mitgliedern des Ortschaftsrates gewählt.
Dem Ortschaftsrat gehören sieben Mitglieder an. Die letzte Ortschaftsratswahl fand am 26. Mai 2019 statt. Die Wahlbeteiligung betrug 51,1 %.
| Partei / Wählergruppe | Stimmenanteil | Sitze |
| --------------------- | ------------- | ----- |
| CDU                   | 46,6 %        | 3     |
| SPD                   | 15,0 %        | 1     |
| FDP                   | 14,9 %        | 1     |
| Die Linke             | 11,8 %        | 1     |
| Bündnis 90/Die Grünen | 11,7 %        | 1     |

### Ortsvorsteher
Seit der Eingemeindung im Jahr 1999 war Thomas Kuhnert (CDU) Ortsvorsteher von Lindenthal. Nach der Neuwahl des Ortschaftsrates 2014 übernahm Thomas Hoffmann (CDU) dieses Amt.

### Wahlen
Bei den Wahlen zum Sächsischen Landtag gehört Lindenthal zum Wahlkreis Leipzig 7, bei Bundestagswahlen zum Bundestagswahlkreis Leipzig I (Wahlkreis 152).
Die Bundestagswahl 2021 führte bei einer Wahlbeteiligung von 78,0 % zu folgendem Zweitstimmenergebnis:
| Partei                | Lindenthal | Stadt Leipzig |
| --------------------- | ---------- | ------------- |
| AfD                   | 23,0 %     | 13,3 %        |
| SPD                   | 20,2 %     | 20,9 %        |
| CDU                   | 20,1 %     | 14,0 %        |
| FDP                   | 13,9 %     | 10,1 %        |
| Die Linke             | 07,0 %     | 13,7 %        |
| Bündnis 90/Die Grünen | 06,8 %     | 18,5 %        |
| Sonstige              | 09,0 %     | 09,5 %        |

## Sehenswürdigkeiten
Südlich des alten Dorfangers befindet sich als markantes Ensemble die Gustav-Adolf-Kirche, die Kantorei und die ehemalige Schule, in der sich jetzt ein Jugendklub befindet. Nördlich der Kirche erinnert ein Gedenkstein an die Gefallenen der Völkerschlacht bei Leipzig 1813 auf Lindenthaler Flur. Insgesamt vier Apelsteine markieren Schauplätze der Schlacht: Nr. 16 am Friedhof, Nr. 18 in der Karl-Mansfeld-Straße und Nr. 46 An der Hufschmiede. In der Nähe der Mühle Lindenthal steht der vierte Apelstein auf Lindenthaler Flur.

Ortseingang im Osten
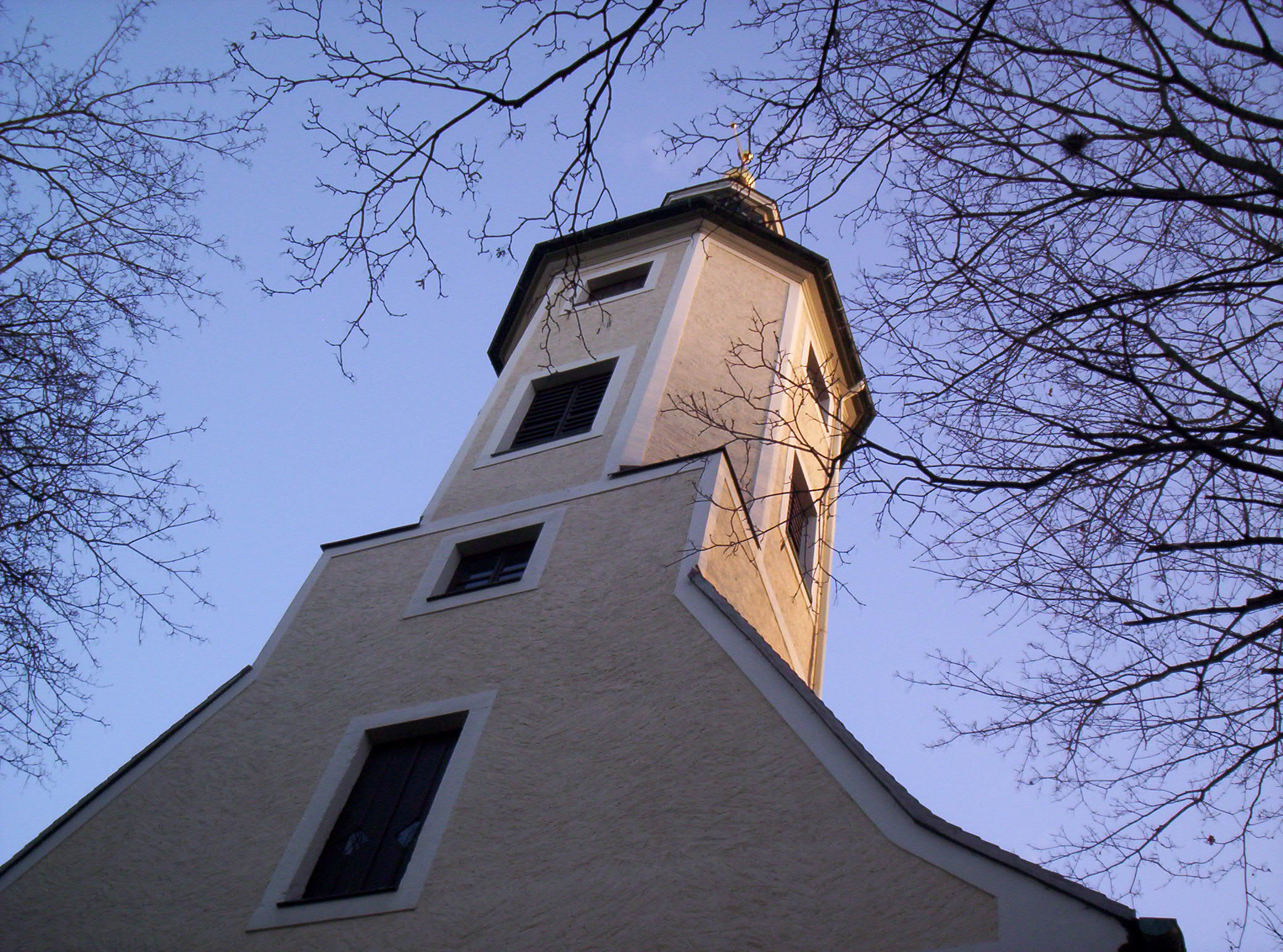
Detailansicht des Lindenthaler Kirchturms
Kantorei und Kirche
Völkerschlacht-Denkmal an der Kirche
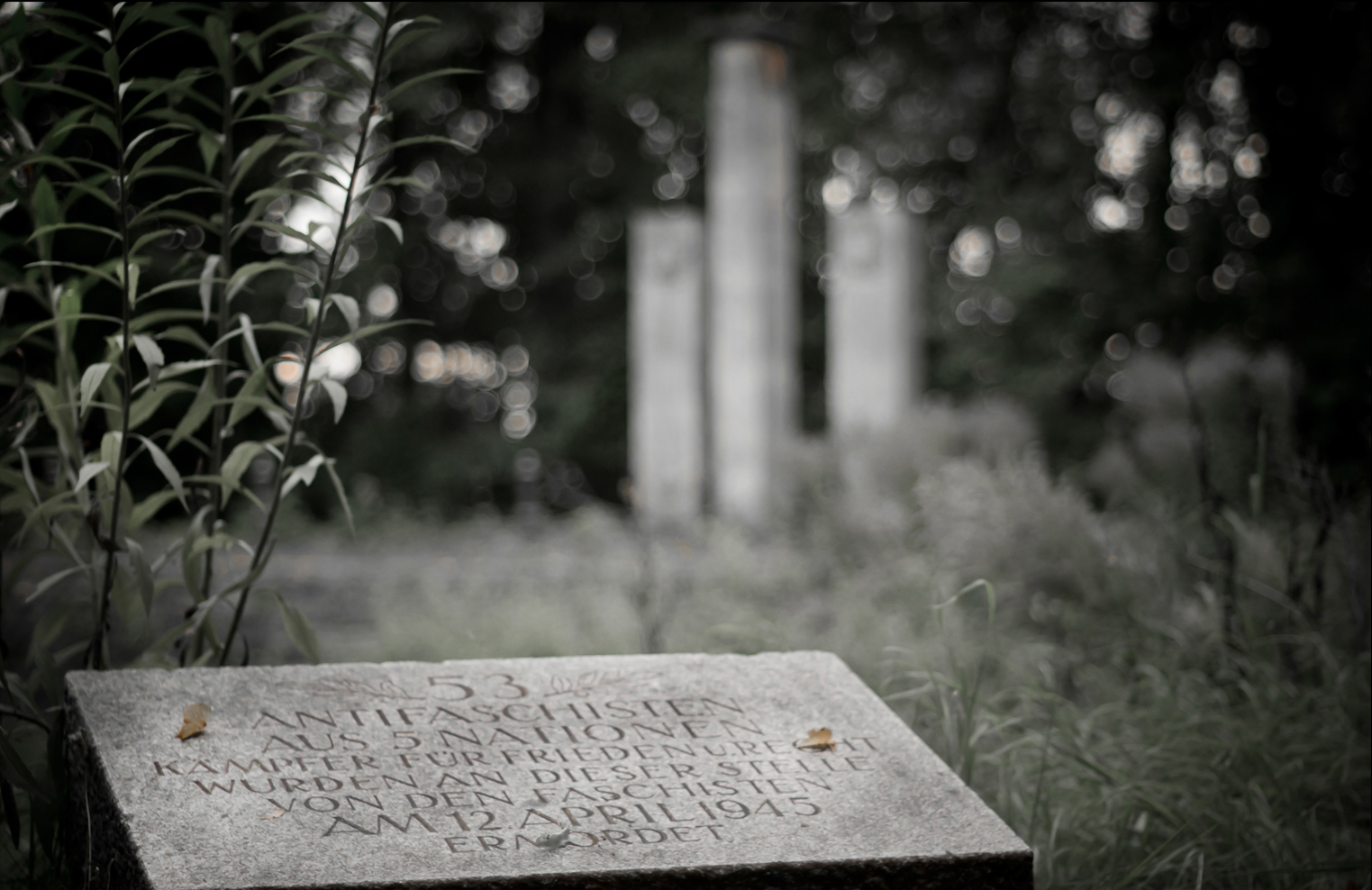
Denkmal der 53
Gemeindeamt
Blick zum Lindenthaler Friedhof
Apelstein Nr. 46
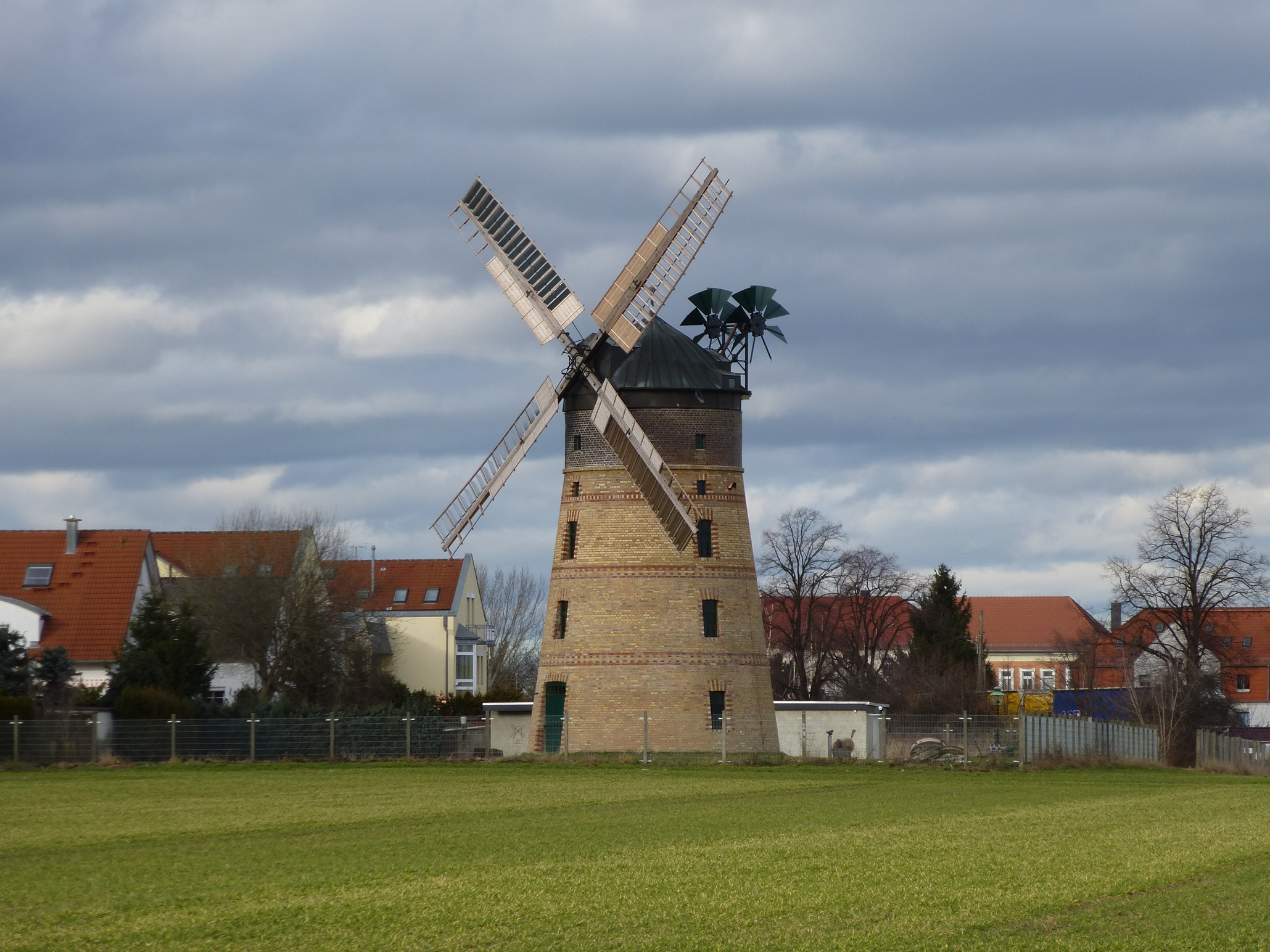
Alte Windmühle

Naherholung

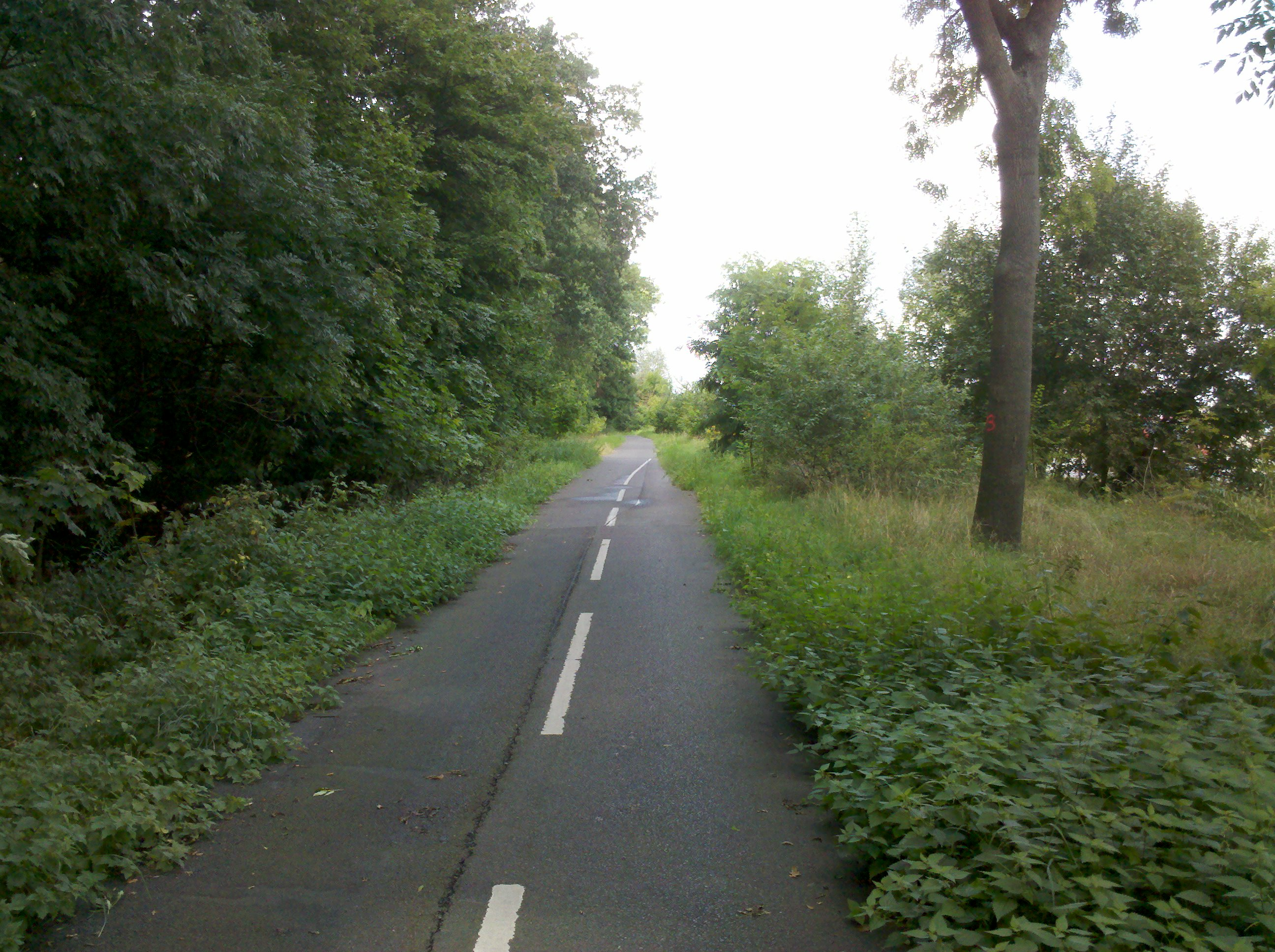
Ehemalige Staatsstraße 1 im Tannenwald bei Lindenthal (Leipzig)

Nördlich der Lindenthaler Ortslage stellt der Tannenwald (tatsächlich ein Laubwald) ein im Leipziger Norden seltenes zusammenhängendes Waldgebiet dar. Nach jahrzehntelanger Nutzung des Waldes und der Flächen westlich davon als Exerzierplatz durch die NVA ist heute Ruhe eingekehrt. Die Bewahrung des Waldes als Vogelschutzgebiet war vorgesehen. Ein geplanter Radweg südlich des Waldes auf der Strecke der Alten Salzstraße soll das Gebiet weiter zur Naherholung erschließen. Die im Süden angrenzende ehemalige Deponie wurde saniert und ein Aussichtspunkt eingerichtet.
Auf dem Gelände des ehemaligen Freibads befindet sich heute ein naturnah gestaltetes Ökologisches Familienbad mit Restaurant und Sauna und einer Gesamtwasserfläche von 5.160 Quadratmetern.  Nachdem es im August 2014 vorübergehend hatte schließen müssen, wurde es nach abgeschlossenen Sanierungsarbeiten im Jahr 2016 wieder eröffnet.

## Wirtschaft und Infrastruktur

### Wirtschaft
Kleinere Gewerbe- und Handwerksbetriebe, zwei Supermärkte und eine Tankstelle existieren in Lindenthal. Aufgrund der Lage im wirtschaftsstarken Leipziger Nordraum mit Porsche Leipzig, dem Güterverkehrszentrum und dem Flughafen Leipzig/Halle in unmittelbarer Nachbarschaft zählt die Arbeitslosenquote in Lindenthal (2019: 2,3 %) zu den geringsten in Leipzig (2019: 4,7 %).

### Verkehr
Über die Autobahnanschlussstelle Leipzig-Nord ist Lindenthal gut an die A 14 angeschlossen. Die Buslinien 87, 88 und 90 der LVB verbinden Lindenthal mit dem Rest Leipzigs. Im 20. Jahrhundert wiederholt diskutierte Pläne zur Anbindung Lindenthals an das Leipziger Straßenbahnnetz über Wahren oder Gohlis kamen nicht zur Ausführung, die Verlängerung der Linie 4 von der Endstelle Gohlis, Landsberger Straße wird aber weiterhin im Leipziger Flächennutzungsplan freigehalten.
Die nächstgelegene S-Bahn-Station Leipzig-Wahren befindet sich unweit der südlichen Ortsgrenze und wird von der Linie S 3 der S-Bahn Mitteldeutschland im Halbstundentakt bedient. Sie stellt eine schnelle, umsteigefreie Verbindung in die Leipziger Innenstadt sowie zu den Hauptbahnhöfen von Leipzig und Halle dar.
Die Verkehrsbelastung im Ort ist durch den Aus- und Umbau der Staatsstraße 1 (Louise-Otto-Peters-Allee) von Möckern zur Autobahnanschlussstelle Leipzig-Nord östlich von Lindenthal zurückgegangen. In Kombination mit der B6n (Travniker Straße) existiert nun eine Umgehung für die Ortslage von Lindenthal. Siehe auch: Mittlerer Ring (Leipzig)

### Bildung

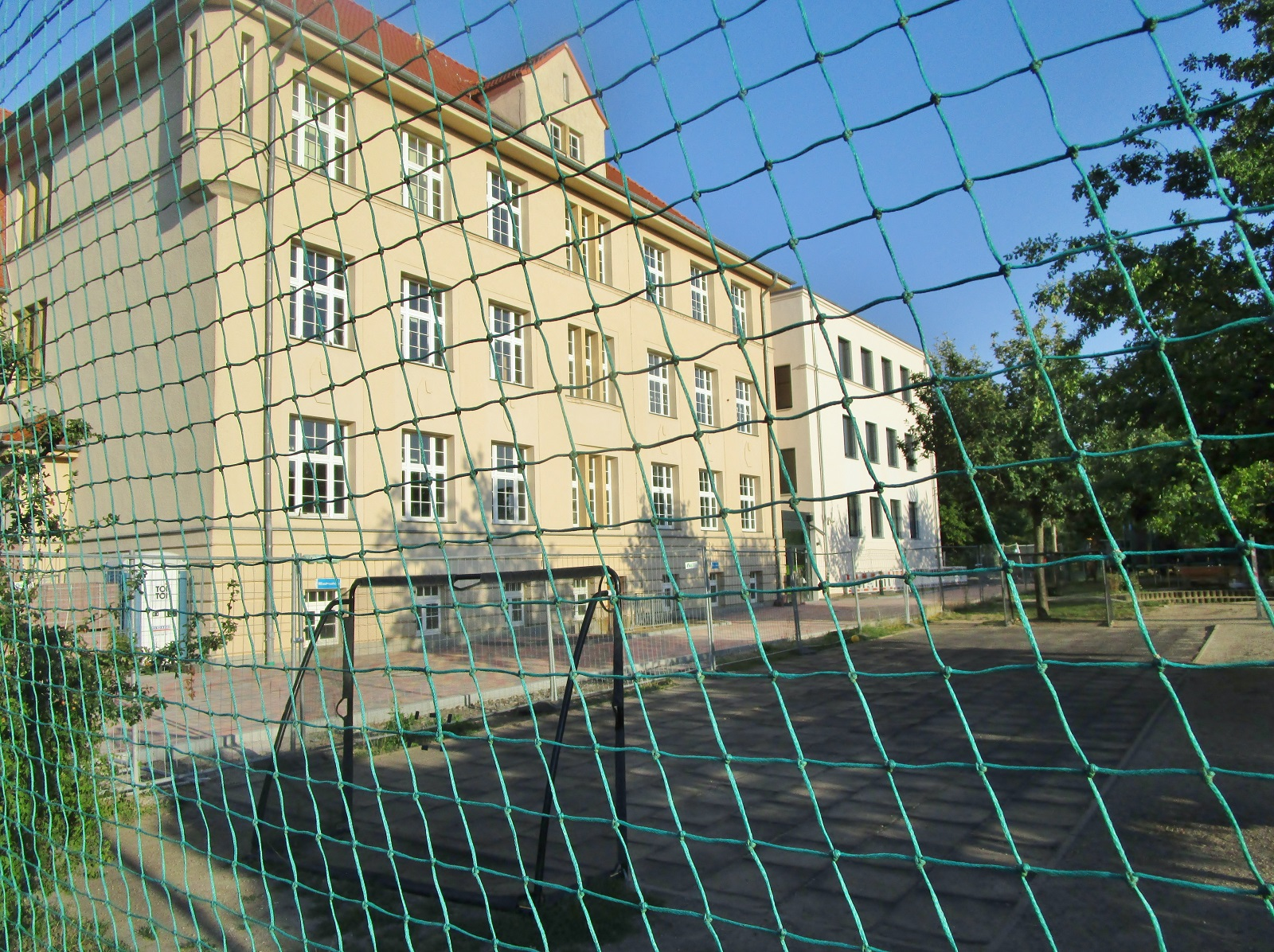
Alfred-Kästner-Grundschule mit Erweiterungsbau

Im Lindenthaler Ortskern befindet sich die Grundschule, die nach Alfred Kästner benannt ist. Mit dem 2021 in Betrieb genommenen Anbau wurde ihre Kapazität auf drei Züge pro Klassenstufe erhöht. Zudem befindet sich die Paul-Robeson-Oberschule unmittelbar südlich der Ortsteilgrenze im Leipziger Ortsteil Wahren.

### Sport
In Lindenthal gibt es den Sportverein TSV Einheit Lindenthal e. V. Er wurde im Jahr 1872 gegründet, in der DDR hieß er BSG Einheit Lindenthal.
Der TSV Einheit Lindenthal hat verschiedene Jugendmannschaften und einen Herrenbereich, wo  aktuell (Stand: Februar 2021) drei Herrenmannschaften (1. Herren, Ü 35 und Ü 40) aktiv spielen. Ihre Vereinsfarben sind Grün-Weiß, die Heimspiele werden auf den Lindenthaler Sportplatz ausgetragen. Das Vereinsgelände des TSV hat zwei Naturrasenplätze und einen Kunstrasenplatz. Der TSV Einheit Lindenthal bietet außerdem die Sportarten Kegeln, Tischtennis, Volleyball, Lauf/Nordic Walking, Radball und Gymnastik an.